# James Douglas (4e comte de Morton)
James Douglas (vers 1516 – 2 juin 1581), 4e comte de Morton jure uxoris, est le dernier des quatre régents d'Écosse durant la minorité du roi Jacques VI. Il  remporte, en 1573, la guerre civile qui l'oppose aux partisans de Marie Stuart, reine d'Écosse en exil. Il joue un rôle de premier plan dans les meurtres de, David Rizzio, secrétaire particulier de Marie Stuart, et de Henry Stuart, Lord Darnley, deuxième époux de celle-ci. Il sera condamné pour complicité de meurtre, et exécuté le 2 juin 1581 au moyen de la Mayden, sorte de Guillotine écossaise.

## Biographie
James Douglas est le fils puîné de Sir George Douglas de Pittendreich (1490?-1552), héritier présomptif du comté d'Angus, et d'Élizabeth Douglas († vers 1560), fille unique de David Douglas de Pittendreich.
En mars ou avril 1543, il épouse Lady Elizabeth Douglas († 1581 ou après), benjamine des filles de James Douglas († 1548), 3e comte de Morton, et de Catherine Stuart († 1554 ou après), fille illégitime de Jacques IV d'Écosse. Il est convenu que, par ce mariage, James Douglas deviendra l'héritier du comté de Morton, son beau-père n'ayant pas d'héritier mâle.
L'épouse de James, Elizabeth Douglas, souffre de troubles mentaux, tout comme ses deux sœurs aînées qui sont mariées à James Hamilton et à Lord Maxwell. Les enfants de James et d'Elizabeth décèdent avant l'âge adulte, à l'exception de trois filles qui ont été déclarées légalement incapables en 1581. James a également cinq enfants illégitimes.

### Engagement en faveur de la Réforme
Au début du Rough Wooing, en 1544, James et son frère David proposent à Henri VIII de céder le château de Tantallon à l'armée anglaise qui a incendié Édimbourg. Cependant, quatre ans plus tard, alors qu'il défend le palais de Dalkeith contre les Anglais, il est capturé, " blessé à la cuisse ", et emmené comme otage en Angleterre. Après le traité de Boulogne en 1550, James est échangé contre le soldat anglais John Luttrell ; il rentre en Écosse et porter le titre de "comte de Morton".
En 1559, pendant la Réforme écossaise, la position de Jacques Douglas est d'abord assez équivoque, mais en février 1560, il signe le traité de Berwick qui permet à l'armée anglaise d'entrer en Écosse pour expulser les troupes françaises qui soutiennent la régente Marie de Guise. Il fait également partie de la délégation qui se rend en Angleterre en novembre 1560 pour tenter, sans succès, de promouvoir un mariage entre Elizabeth I et James Hamilton, 3e comte d'Arran.
En 1563, James devient Lord Chancelier d'Écosse. En mars 1566, il participe au sauvage assassinat de David Rizzio qui se trouve alors dans le palais de Holyrood en compagnie de la Reine. Le plan initial prévoyait d'obtenir de la reine la Couronne Matrimoniale pour son mari, Lord Darnley, le maintien de la religion protestante en Écosse et le retour des exilés. La reine, s'échappe finalement avec Lord Darnley pour se réfugier à Dunbar, tandis que Morton et les autres conspirateurs s'enfuient en Angleterre.
James Douglas, comte de Morton retourne en Écosse début 1567, après avoir été gracié, et se présente avec 600 hommes devant le château de Borthwick, où la reine s'était réfugiée après son mariage avec Bothwell. Au mois de juin, lors de la bataille de Carberry Hill, Morton assiste au face-à-face  entre James Hepburn, 4e comte de Bothwell et Patrick Lindsay, 6e Lord Lindsay. Lorsque celui-ci relève le défi, Morton donne à Lindsay l'épée de son ancêtre, Archibald Douglas, 5e comte d'Angus, mais Marie s'oppose au combat et se rend.
Morton s'efforce d'obtenir l'abdication de la reine en faveur de son fils Jacques VI pendant qu'elle est emprisonnée au Château de Loch Leven, ce qu'elle accepte de faire en juillet 1567 avant de s'évader le 2 mai 1568. Lors de l'affrontement qui s'ensuit, à la bataille de Langside, Morton dirige l'avant-garde de l'armée qui vient à bout des forces restées fidèles à Marie Suart.

### Régence d'Écosse

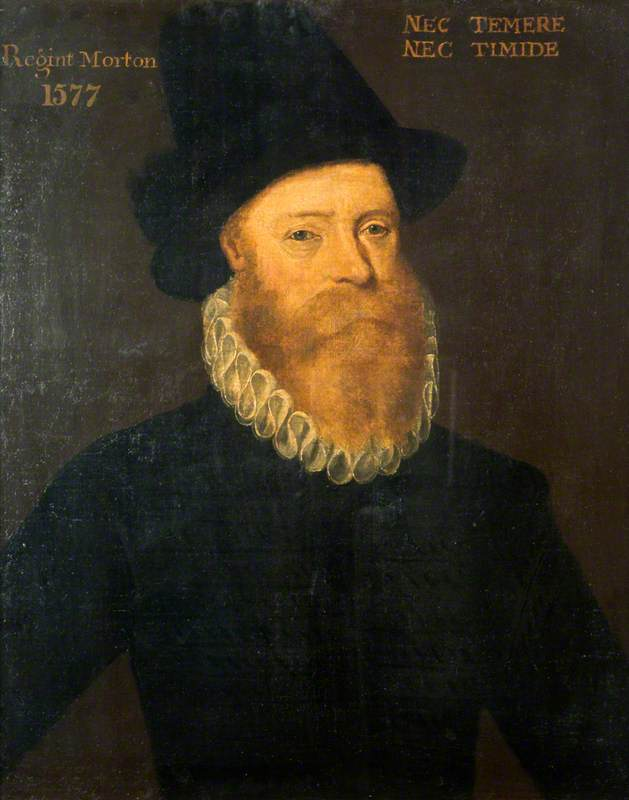
James Douglas, comte Morton, Régent d'Écosse

Après l'abdication de Marie et son départ pour l'Angleterre le 16 mai 1568, le pays est dirigé par des régents qui gouvernent l'Écosse au nom du roi Jacques VI qui n'a alors que deux ans. En janvier 1570, le régent James Stewart, comte de Moray, demi-frère de Marie, est assassiné à Linlithgow. En septembre 1571 Matthew Stewart, comte de Lennox, est tué dans une escarmouche dans les rues de Stirling lors d'une attaque menée par des partisans de la reine Marie. Au mois de novembre, James Douglas, comte de Morton, est dépêché par le nouveau régent, John Erskine, comte de Mar, pour négocier l'aide des anglais afin de reprendre le Château d'Edinbourg que tient toujours William Kirkcaldy de Grange pour le compte de la reine Marie. En échange de leur aide, il est chargé par Mar d'offrir aux anglais six otages choisis parmi les enfants des nobles restés fidèles à Jacques VI ; il propose également de céder aux Anglais le comte de Northumberland qu'il a fait prisonnier lorsqu'il s'est enfui d'Angleterre après l'échec du soulèvement du Nord. Le traité d'assistance militaire n'est toujours pas finalisé quand Mar décède à Stirling en octobre 1572.
Le 24 novembre 1572, un mois après la mort du régent Mar, James Douglas comte de Morton, est élu régent d'Écosse. Il se révèle un efficace et compétent à ce poste. Son premier succès est de mettre un terme à la guerre civile qui oppose le gouvernement d'Écosse et les partisans de Marie Stuart, qui est en exil. En février 1573, avec l'aide de l'envoyé d'Élisabeth d'Angleterre, Henry Killigrew, il parvient à faire la paix avec George Gordon, 5e comte de Huntly, les Hamilton et d'autres nobles catholiques qui soutiennent encore Marie. Sous le commandement de William Kirkcaldy de Grange et de William Maitland de Lethington, le château d'Édimbourg résiste toujours mais, après un long siège, il est finalement pris le 27 mai 1573 grâce à l'aide de l'artillerie et des soldats anglais sous le commandement de William Drury.
L'exécution des chefs de la garnison qui s'ensuit fait disparaitre tout espoir de retour de Marie sur le trône d'Écosse. En juillet 1573, Morton fait refaire la chambre du roi au château de Stirling, il commande aussi 60 boutons en or pour ses vêtements et lui offre un ballon de football ; il s'efforce de récupérer les bijoux de Marie, comme par exemple ceux que détient Agnès Keith, comtesse de Moray.

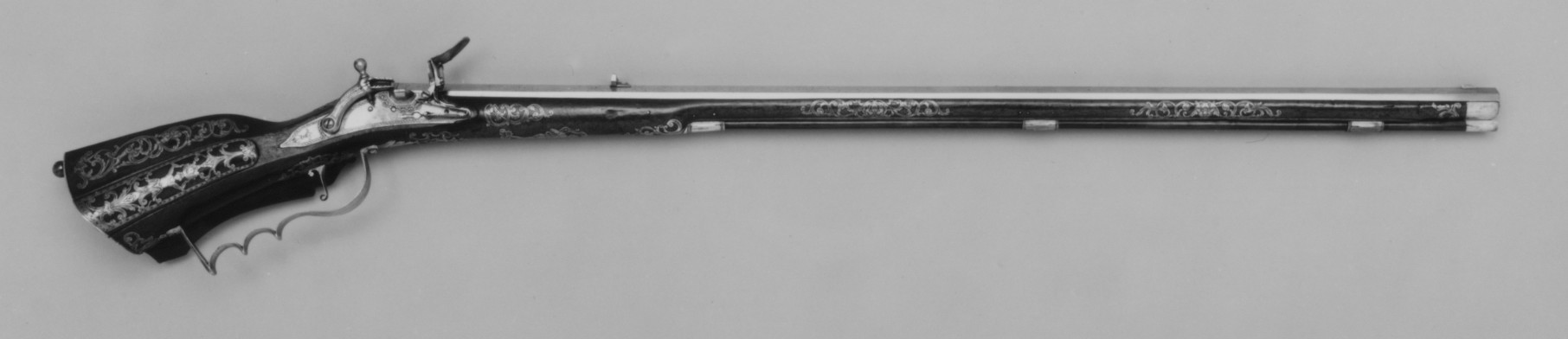
Fusil de chasse Snaphaunce

En 1575, Morton fait venir des Flandres six fusils à main "snaphaunce" pour servir de modèles à des fusils longs appelés "calivers". Les armuriers d'Édimbourg se disent prêts à en fabriquer 50 par semaine ; ils fabriquent également des pistolets appelés "dags" pour les gentilshommes écossais. Morton envoie l'orfèvre Michael Sym à Londres pour y chercher des outils qui permettront de frapper la Monnaie royale. Sym est également chargé d'acheter des plaques d'argent et de faire tailler des rubis pour Morton.
Le clergé presbytérien, divisé par le penchant du nouveau régent pour le système épiscopal, s'insurge contre son appropriation des domaines. Andrew Melville, en tant que « Modérateur de l'Assemblée Générale de l’Église d’Écosse », s'oppose à toute rupture avec le modèle presbytérien. Malgré ce climat hostile, Morton continue de collecter un tiers des revenus des bénéfices ecclésiastiques, alors qu'ils sont destinés au financement de la maison du roi. Le Régent a le pouvoir discrétionnaire d'exempter certaines personnes ou institutions du paiement de ces tiers mais l'historien George Hewitt n'a trouvé aucune preuve frappante de partialité dans les exemptions accordées par Morton.

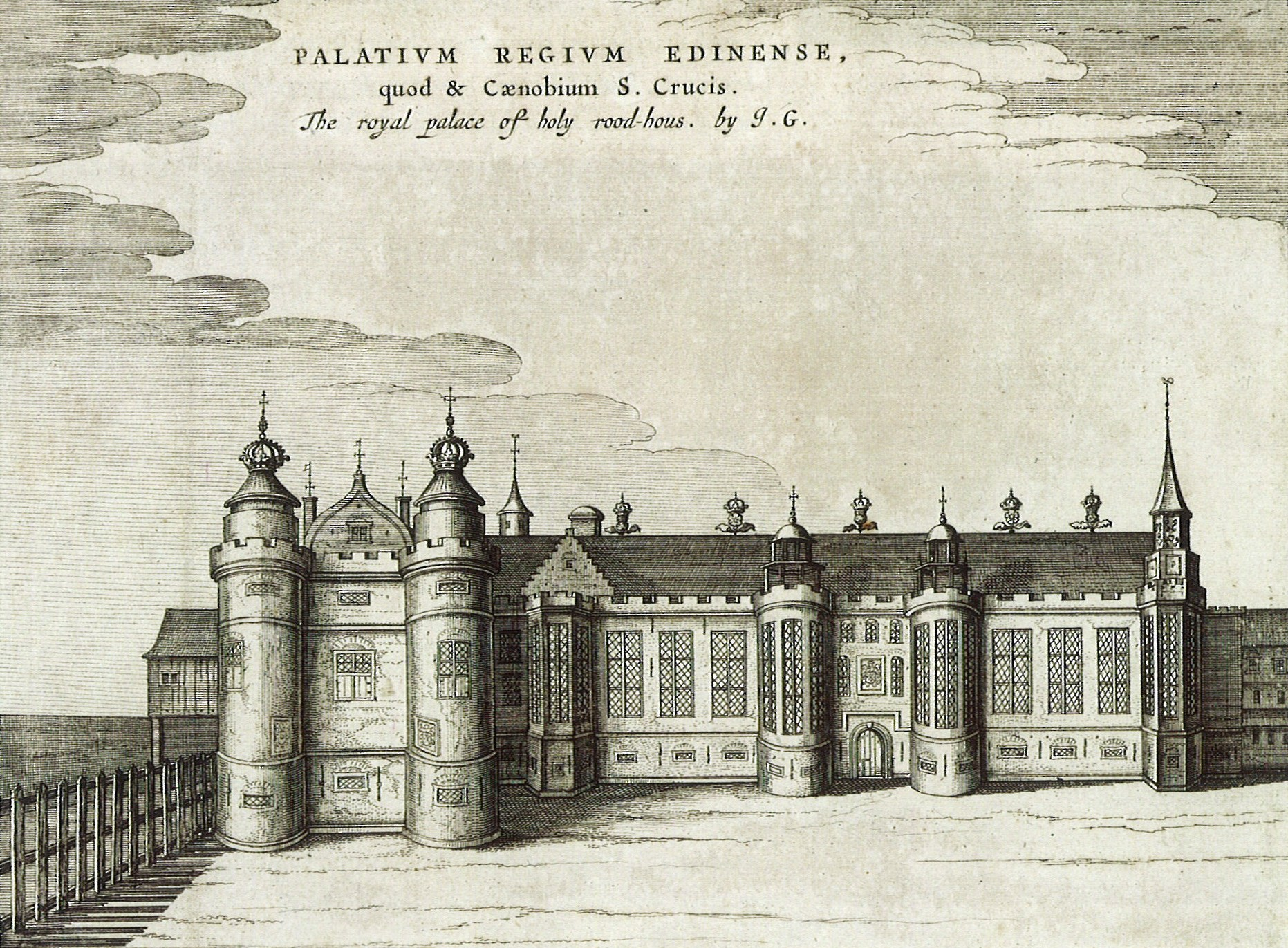
Holyrood Palace avant l'incendie

Morton est contraint de démissionner de son poste de régent en mars 1578, mais il conserve malgré tout beaucoup de pouvoir. Il abandonne le château d'Édimbourg, le palais de Holyrood, le grand sceau et les honneurs de l'Écosse et se retire pour un temps au château de Lochleven, où il s'occupe de l'aménagement des jardins. Le 10 mars, le roi Jacques VI, qui a alors onze ans, publie une déclaration par laquelle, conscient de l'aversion générale envers le régent Morton, qui vient de démissionner, il accepte de se charger du fardeau de l'administration.

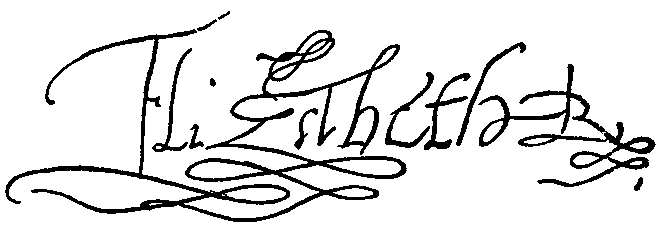
Signature de la reine Elisabeth I

La reine Élisabeth d'Angleterre fait part à Thomas Randolph et Robert Bowes, ses agents en Écosse, de son étonnement et de son mécontentement. Elle rappelle que c'est grâce « à son insistance et sa persuasion » que le comte Morton a accédé à la régence et considère que son renvoi, décidé en Écosse sans en informer au préalable la couronne d'Angleterre, est « une injure faite à nous-même ». Elle indique que si elle avait été informée a temps, par ses accusateurs, des reproches faits au régent d'Écosse, elle l'aurait persuadé de rectifier ses erreurs ou son mode de gouvernement. Elle charge donc Randolph et Bowes de défendre Morton au mieux et de lui transmettre un message de réconfort au vu de l'affection constante qu'il a toujours manifesté à son égard et de sa dévotion à faire tout ce qu'il pouvait pour la satisfaire.

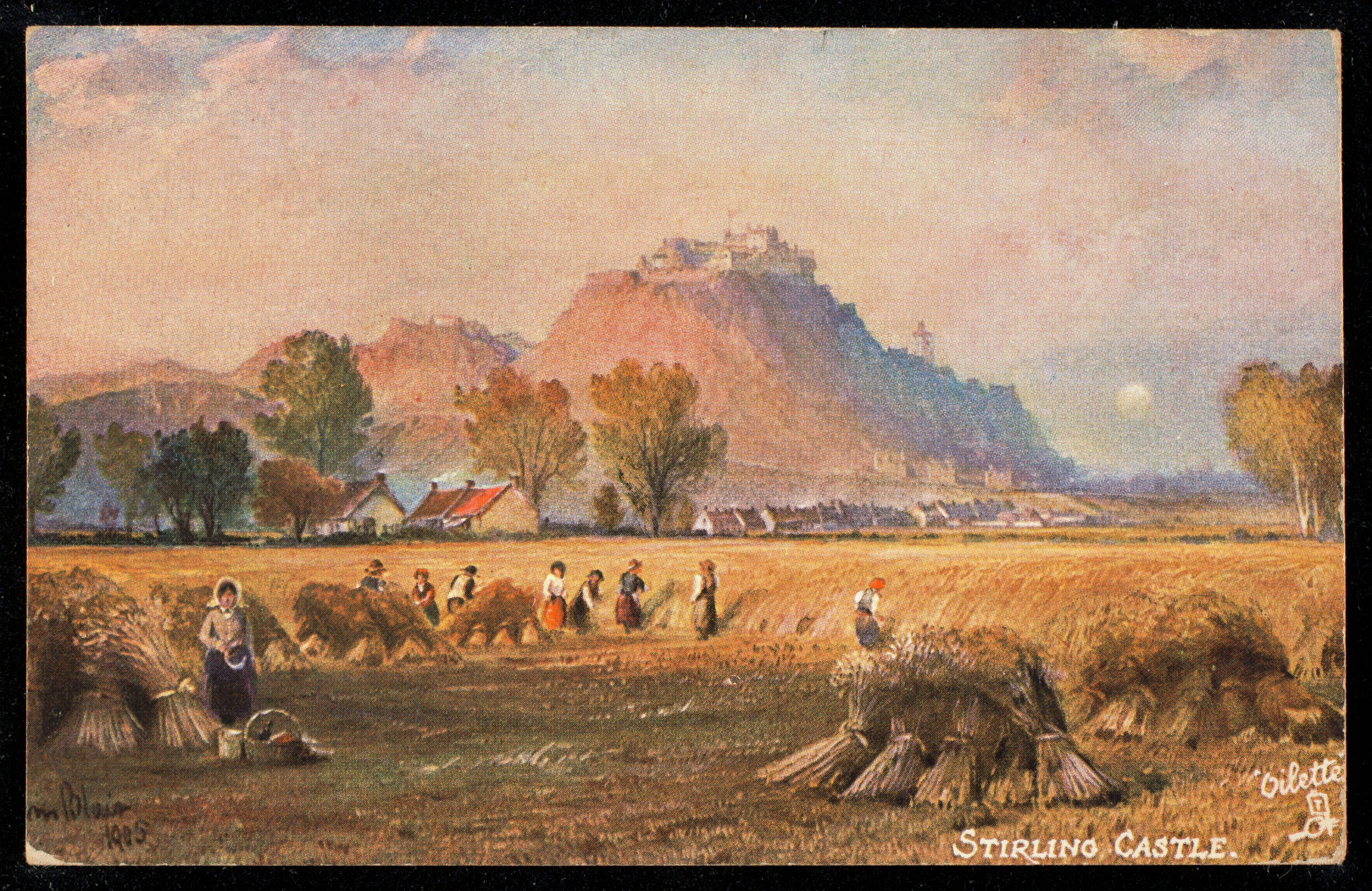
Château de Stirling

Le 27 avril 1578, Morton a à nouveau accès au roi et au château de Stirling après qu'Alexandre Erskine de Gogar, qui avait la garde du roi depuis 1572 et la responsabilité du château depuis 1578, ne cède la place à son neveu, le comte de Mar après une échauffourée familiale,. Le 12 août 1578, après un affrontement  à Falkirk entre les forces gouvernementales et les partisans de Marie Suart, une trêve est négociée par James Lawson, David Lindsay, et le résident anglais Robert Bowes. Un arrangement est trouvé et un nouveau gouvernement est mis en place. Morton est président du conseil mais Atholl reste conseiller privé au sein d'un conseil élargi aux représentants des deux parties. Peu après, Atholl meurt (prétendument empoisonné) et les soupçons se portent sur Morton. Son retour au pouvoir est bref et le seul élément notable est le procès intenté aux deux Hamilton qui soutiennent encore Marie. Au printemps 1579, le gouvernement écossais s'efforce d'anéantir le pouvoir de la famille Hamilton dans l'ouest. Claude Hamilton et son frère John Hamilton s'enfuient en Angleterre. Morton niera plus tard qu'il s'agit d'une initiative de sa part.

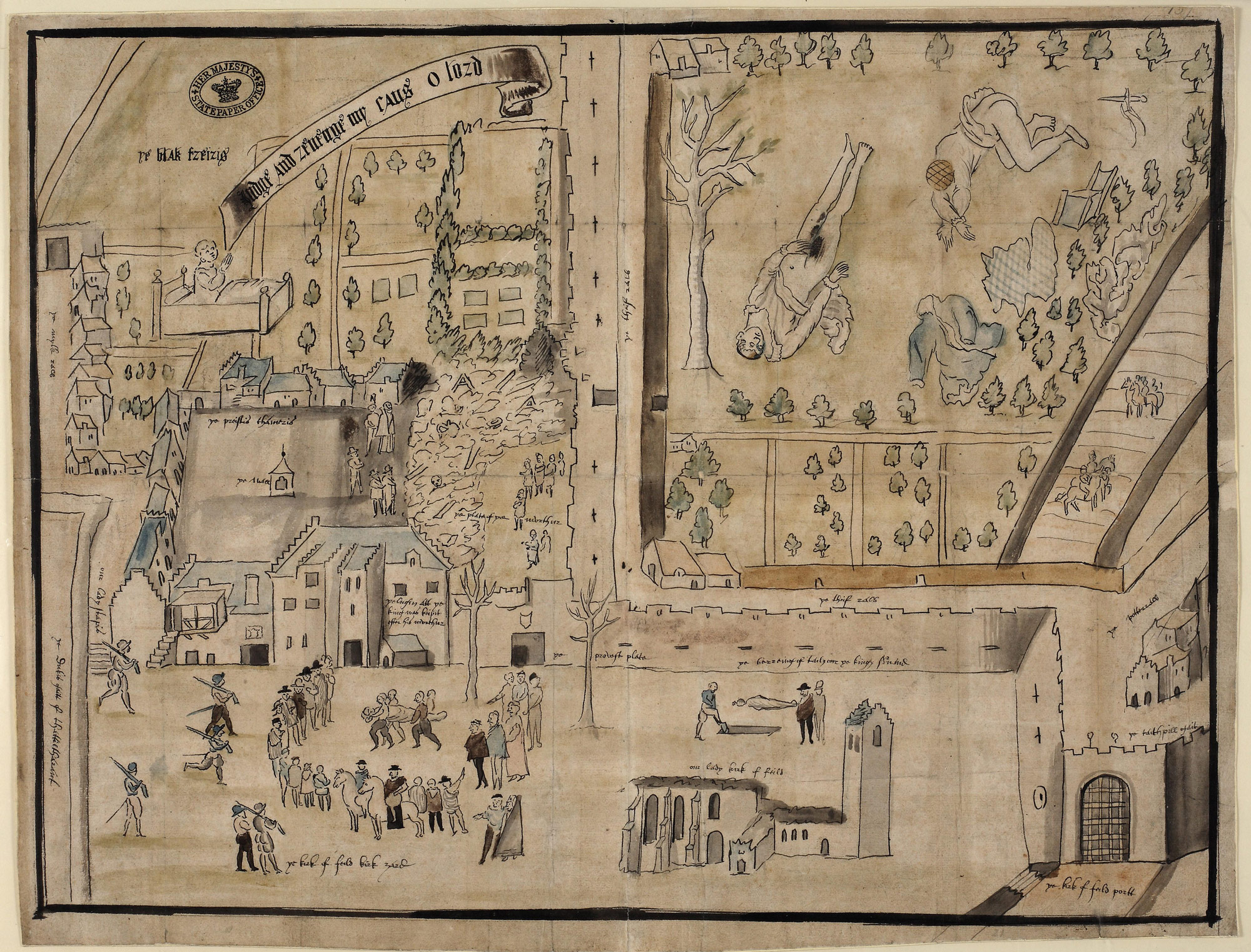
Le meurtre de Lord Darnley

En septembre 1759, Esmé Stewart, duc de Lennox, cousin du roi, arrive de France et gagne la faveur du jeune roi grâce à ses manières courtoises. Il reçoit les terres et le comté de Lennox, la garde du château de Dumbarton et la charge de chambellan. Le jeune Jacques VI est déclaré majeur et commence officiellement son règne à l'occasion d'une cérémonie à Édimbourg en septembre 1579 ; le temps des Régents avait pris fin.
Le 31 décembre 1580, James Stuart, comte d'Arran, fils de Lord Ochiltree et beau-frère de John Knox, accuse Morton de complicité dans le meurtre de Darnley, lors d'une réunion du conseil à Holyrood. Morton est aussitôt mis en détention à Holyroodhouse puis emmené au château de Dumbarton, au cœur des terres du clan Lennox.
Quelques mois plus tard, Morton est condamné par une cour d'assise présidée par John Graham, Lord Hallyards, pour avoir participé au meurtre de Darnley. Le verdict s'appuie sur un témoignage du comte de Bothwell à qui il aurait révélé le projet, bien que Morton nie y avoir été mêlé en aucune façon.

### Exécution

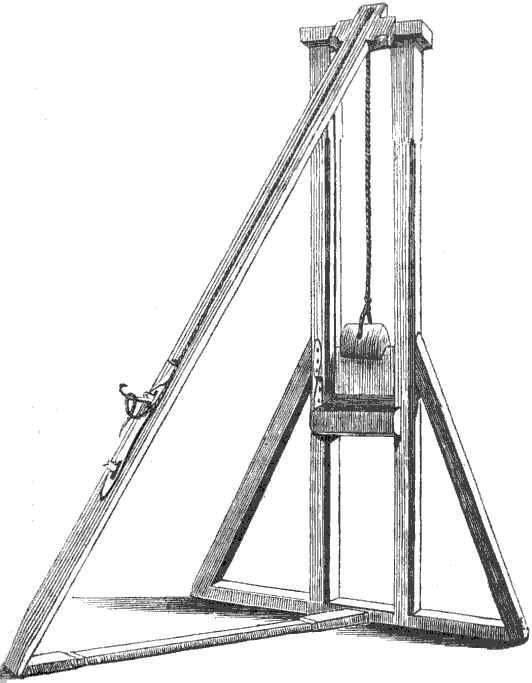
Maiden (guillotine écossaise)

Le 30 mai 1581, James Douglas est enfermé dans la maison de Robert Gourlay sur le Royal Mile. Avant d'être exécuté, il est interrogé par John Durie et Walter Balcanquhall. Il se dit heureux de « rendre sa vie plutôt que de vivre », que tous les honneurs, richesses, amitiés, plaisirs et possessions de ce monde ne sont que vanités, et que sa vie sur terre ne vaut « pas un penny, au regard de la joie éternelle qu'il espère et dont il est assuré». Il leur déclare que le comte de Bothwell et Archibald Douglas lui ont proposé de participer au meurtre du roi (Lord Darnley) car c'est la volonté de la reine Marie, mais qu'il a refusé d'y prendre part, directement ou indirectement, faute d'avoir obtenu de Bothwell un mandat de la reine. Il déclare également n'être en rien mêlé à l'empoisonnement de comte d'Atholl et n'avoir pas conspiré contre le compte de Lennox.
Il est exécuté le 2 juin 1581, en présence de James Lawson de St Giles, à l'aide de la Maiden (la jeune fille), une forme précoce de guillotine inspirée de la potence d'Halifax. Il est dit que James Douglas l'avait lui-même fait fabriquer après l'avoir vu à l'œuvre en Angleterre, où il avait été « impressionné par la propreté de son travail », mais des doutes subsistent sur l'authenticité de cette histoire. Il semble que David Hume de Godscroft, descendant de la famille Douglas, soit à l'origine de cette légende racontée dans son History of the House of Douglas (1644).
Le cadavre de Morton reste sur l'échafaud les jours suivants son exécution, il est ensuite enterré dans une tombe anonyme à Greyfriars Kirkyard, à l'exception de sa tête qui reste exposée pendant dix-huit mois sur « le piquet de la plus haute pierre », un pieu planté sur le pignon nord de l'ancienne Tolbooth d'Édimbourg , jusqu'à ce qu'on ordonne qu'elle soit réunie avec son corps en décembre 1582.

### Succession
Après l'exécution de James Douglas, son épouse, Dame Elizabeth Douglas, est déclarée « idiote et prodigue » et, en conséquence, inapte à gérer ses biens toute seule. Un tuteur légal appelé  « administrateur et tuteur » est mandaté par Jacques VI pour superviser et protéger ses biens.

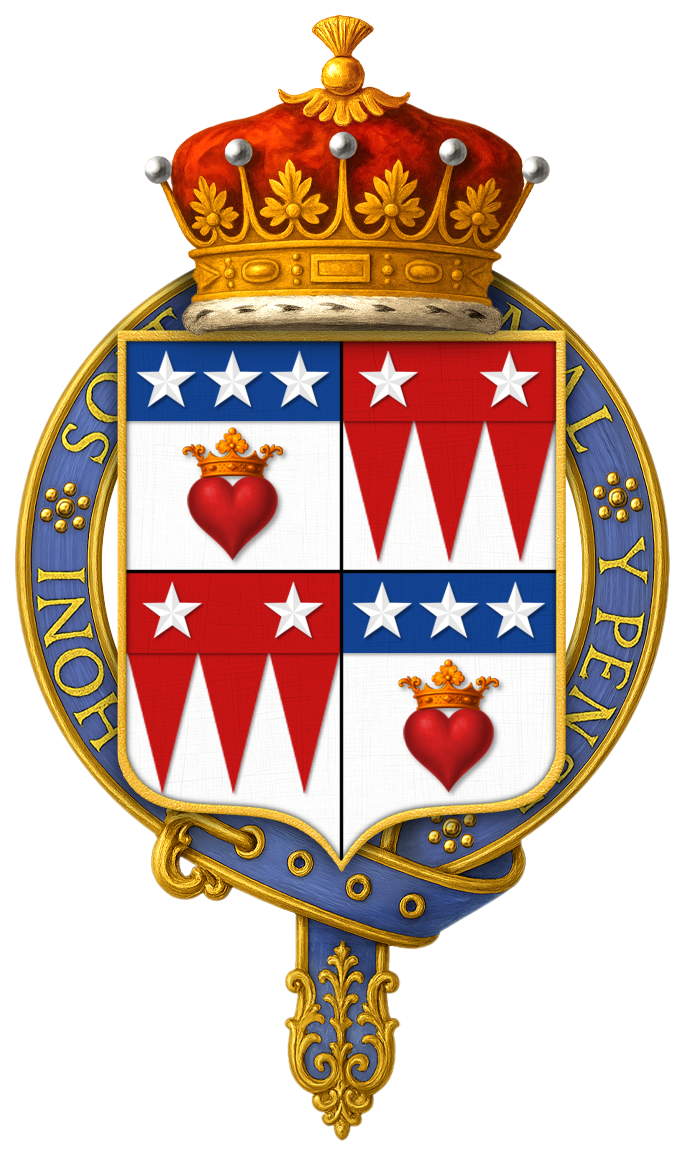
Blason de Sir William Douglas, 7e comte de Morton

Le titre de comte de Morton est transmis à John Maxwell, 8e Lord Maxwell, fils de Beatrix, la sœur de Dame Elizabeth Douglas. Le 29 avril 1581, pendant que James Douglas est en prison dans l'attente de son procès, le nouveau régent, Esmé Stuart, duc de Lennox passe un contrat avec Maxwell par lequel il s'engage à œuvrer pour lui assurer la gérance du comté de Morton et de faire de lui le tuteur des trois filles de James Douglas, l'argument de confusion mentale pouvant être levé à leur encontre. Le contrat prévoit que, si Morton est condamné, Esmé Stuart usera de son influence pour faire de Maxwell le successeur de James Douglas et lui faire obtenir le comté de Morton, à l'exception des baronnies de Dalkeith, Aberdour et des terres de Caldercleir qui devraient revenir à Lennox. En octobre 1581, John, Lord Maxwell est fait Comte de Morton, Lord Carleill et Eskdaill.
En janvier 1586, cependant, le titre et les terres sont rendus à Archibald Douglas, 8e comte d'Angus, neveu et héritier légal du régent Morton. À noter que le titre de noblesse accordé à Maxwell a été révoqué en 1585 puis rétabli en 1587 de sorte qu'ils étaient tous deux en possession du même titre jusqu'à la mort d'Archibald Douglas en aout 1588, date à laquelle William Douglas, fils de Robert Douglas de Lochleven, hérite du titre de comte de Morton.